# Beatriz Carrillo
Beatriz Carrillo (Palma del Río, 2 giugno 1975) è una politica spagnola.
Di etnia Rom, deputata alla Camera Bassa Spagnola, è stata la prima donna zingara nominata come presidente e membro della Commissione legislativa al 13º Congresso dei Deputati del 2019, è inoltre presidente del Fakali, la Federazione delle associazioni donne zingare.

## Biografia
Beatriz Carrillo nasce il 2 giugno 1975 a Palma del Río, un comune spagnolo di circa 20.000 abitanti in Andalusia. Si definisce «socialista dalla culla», suo padre era stato un membro clandestino del PSOE messo al bando nella Spagna franchista.